# Saint-Julien-le-Roux
 Saint-Julien-le-Roux  es una población y comuna francesa, ubicada en la región de Ródano-Alpes, departamento de Ardèche, en el distrito de Tournon-sur-Rhône y cantón de Vernoux-en-Vivarais.

## Historia
En 1824, la porción de territorio situada al este de la carretera de La Croix de-Julien a Bonneton (aldeas de La Mure, La Vignasse, Le Serre, Colombes, Suc, etc.) fue anexada al municipio de Saint-Fortunat a pesar de las protestas del consejo municipal que mencionaba:
- Los registros catastrales de 1643 para Saint-Julien-le-Roux y de 1600 para Saint-Fortunat;

- El pago ininterrumpido de los impuestos reales - el impuesto de capitación y las contribuciones personales y mobiliarias;

- El fuerte desnivel (de 585 m en Suc a 150 m en el valle de Eyrieux), los malos caminos, los barrancos, los arroyos que dificultan la comunicación a la hora de declarar nacimientos, matrimonios, defunciones, y también para los entierros.

## Demografía
| 165 | 149 | 132 | 111 | 109 | 91 |
| Para los censos de 1962 a 1999 la población legal corresponde a la población sin duplicidades (Fuente: INSEE [Consultar]) |     |     |     |     |    |